# Coro polifonico Mortalisatis
Il Coro polifonico Mortalisatis è un coro polifonico di Maserà di Padova fondato nel 1971.

## Storia
La storia del coro inizia negli anni successivi alla seconda guerra mondiale come schola cantorum creata eseguire per i canti liturgici durante le principali festività. Dopo l'allargamento dell'organico coinvolgendo altre parrochhie della zona, il gruppo decide di costituirsi in una società corale nel 1971.
Il coro ha cantato il Gloria ed il Magnificat di Vivaldi e altre musiche del barocco veneziano, accompagnato dall'Ensemble strumentale Mortalisatis e dall'Orchestra della Venezie diretta da Giovanni Angeleri. Nel repertorio figurano inoltre altre importanti opere più volte eseguite sia del periodo barocco, come i Vesperae Solennes de Confessore di Mozart e il Te Deum di Haydn, sia del periodo moderno, come i Carmina Burana di Carl Orff. 
Il Coro Mortalisatis, composto da circa 30 elementi, è stato diretto dal 2001 al 2015 da Alessandro Kirschner a cui è succeduto Ignacio Vazzoler.

## Il nome
Il nome del coro deriva dalla locuzione latina mortali satis che è traducibile in "è sufficiente per un mortale". La frase, riportata sul muro di una casa di Maserà, è attribuita a un monaco in viaggio per Padova di passaggio per il paese agli inizi del XVIII secolo. Il nome è stato quindi scelto per indicare un profondo legame con la storia di Maserà.

## Discografia
- Unico Corpo - i giorni di Budapest, oratorio per soli, voce recitante, coro e orchestra in memoria di Giorgio Perlasca. Musica di Alessandro Kirschner, testo di Gaia Zanini, voce recitante Vittorio Attene.